# شعر محلقن
الشعر المُحَلقن (بالإنجليزية: Ringed hair)‏ أَو شعرات حلقية (بالإنجليزية: Pili annulati)‏ هي سِمة وِراثية يَظهر فيها الشَعر على شَكل نطاقات مُتغيرة؛ أي يظهر أجزاء باهتة وَأجزاء داكنة في الشعر عندَ النظر إليه بوجود ضوء مُنعكِس.:767:640